# Archeologický ústav Akademie věd České republiky, Praha
Archeologický ústav AV ČR, Praha, v. v. i., zkráceně ARÚ AV ČR, je českou veřejnou výzkumnou institucí zaměřenou na archeologii. Od roku 1992 je ARÚ součástí Akademie věd České republiky a v jejím rámci je zařazen do Sekce historických věd. Ústav byl založen v roce 1919 jako Státní archeologický ústav, který spadal pod Ministerstvo školství a národního vzdělávání. V roce 1953 se stal součástí Československé akademie věd, od roku 1992 je začleněn do struktury Akademie věd České republiky. ARÚ se po celou dobu své existence specializuje na profesionální archeologický výzkum.